# 善牧堂 (里昂)
善牧堂（Église du Bon-Pasteur）位于里昂第一区红十字山斜坡的Neyret街。Barbarin枢机形容该堂为“里昂基督徒的高度象征”。

## 历史
该堂区由博纳尔德枢机建立于1855年。1856年3月16日，Callot神父在这个地方开辟了一个小教堂，因为拿破仑三世和他的妻子说他们将成为那一天诞生的所有孩子的教父母。1856年3月29日，一张皇帝的诏书在法律上承认了善牧堂堂区。
1869年，拿破仑三世来到里昂开始建造教堂。工程开始于1869年8月25日，但是被战争打断。
目前的教堂建于1875年至1883年，由里昂建筑师Clair Tisseur设计。市议会提供了400000法郎。然而，他的计划没有得到充分尊重，因为当时主持教堂的杜兰特神父想要一个更高的钟楼。教堂在1879年6月15日向信徒开放，1883年6月11日Caverot总主教为其祝圣。
当教堂兴建过程中，发现古罗马砖瓦。

## 建筑
教堂建筑是模仿普瓦捷罗曼式风格。 

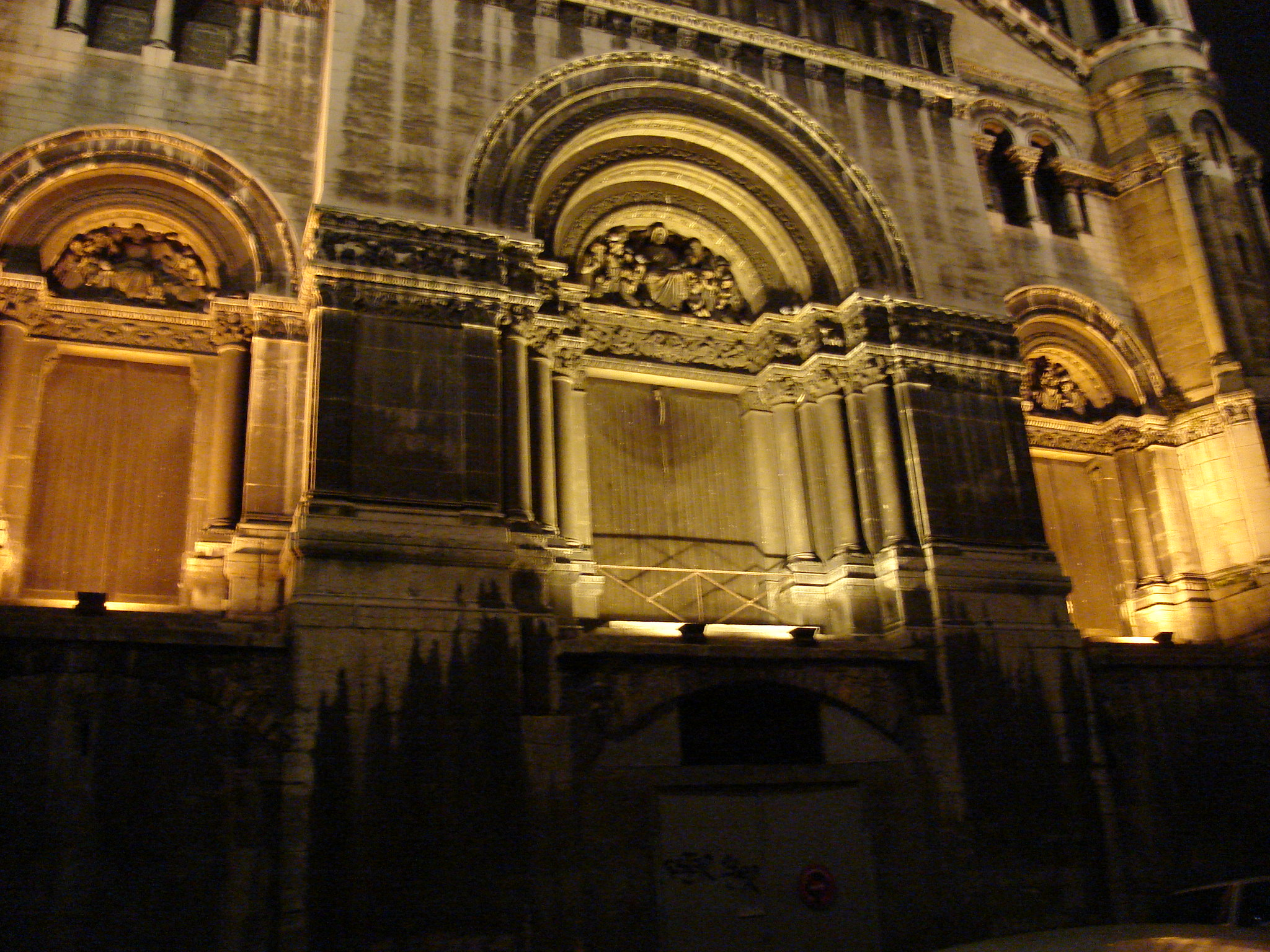

该教堂交通不便，通往Neyret街的门，离地面超过3米。计划中的阶梯没有建造，因为需要拆迁街道另一边的兵营，这是反教权的第三共和国无法容忍的。

## 今天
1984年，教堂不再属于天主教，被用作附近的里昂国立美术学院的陈列室，直到2008年，建筑物遭到破坏。该堂的米歇尔·杜兰德神父说它需要大力维修，并希望里昂市长参与这项工作。
2010年，此教堂又成为市长和居民之间争议的主题，当地居民抗议安装天线系统。